# The Libertines
The Libertines er et britisk punk rock band. Bandet består af Pete Doherty (vokal/guitar), Carl Barât (vokal/guitar), John Hassall (bas) og Gary Powell (trommer). Deres debutsingle "What A Waster" (2002), der blev produceret af den tidligere Suede-guitarist Bernard Butler, blev nummer 37 på hitlisten. Singlen blev efterfulgt af "Up The Bracket", der blev nummer 29 på singlehitlisten. Kort tid efter udgav de deres første album Up The Bracket, der blev produceret af Mick Jones, kendt fra The Clash. I 2004 udgav de deres andet og sidste album The Libertines. Bandet blev opløst i december 2004. På dette tidspunkt var bandet verdenskendt. De satte gang i endnu en britpop-bølge, modtog anmelderros og priser for deres musik, og Pete Doherty blev et stilikon.
Trods bandets store popularitet var der interne stridigheder. Pete Doherty begik indbrud i Carl Barât's lejlighed, og under retssagen erklærede han sig skyldig i indbrud, samt misbrug af heroin. Han blev idømt 6 måneder i fængsel. Pete Doherty spiller nu i Babyshambles. Carl Barât siller nu i Dirty Pretty Things. Bandet var kortvarigt sammen igen i 2010, da de gav 3 koncerter. The Libertines er pr 2014 igen aktivt og spillede bl.a. koncert for 65.000 mennesker i Londons Hyde Park 5. juli.

## Historie
I 1997 mødes Carl Barât og Pete Doherty, da Barât studerede teater på Brunel University, Uxbridge, England, og i den forbindelse delte lejlighed med Amy-Jo Doherty; søster til Pete. Egentlig kom de ikke godt ud af det sammen, men de fandt ud af at de delte samme interesser for musik og kreativitet, og de begyndte herefter at komponere musik sammen. Barât opgav sine teaterkurser, som han havde startet på to år forinden; Pete droppede sit studie af engelsk Litteratur på Queen Mary, University of London Queen Mary College, som han havde startet på 1 år tidligere. Herefter flyttede de sammen i en lejlighed på Camden Road i det nordlige London.
De dannede et band med deres nabo Steve Bedlow (aka. "Scarborough Steve"), og navngav bandet "The Strand". Dette ændrer de dog imidertid til The Libertines efter Marquis de Sade s Lust of the Libertines, skønt de i den forbindelse også overvejede "The Albion". De mødte John Hassall og Johnny Borrell (sidstnævnte skred hurtigt og dannede senere Razorlight) gennem Bedlow, og Hassall sluttede sig i den forbindelse til bandet som bassist. På dette tidpunkt havde de ingen trommeslager – alligevel spillede de koncerter. Disse fandt ofte sted i Pete og Carls lejlighed.
Inden for få uger bookede de sig plads i Odessa studios for at kunne indspille tre sange, hjulpet af Gwyn Mathias, som tidligere havde arbejdet med The Sex Pistols. De var dog skuffede over deres "scheduled" trommeslager, så Mathias hvervede Paul Dufour.

## Medlemmer
Nuværende medlemmer
- Pete Doherty – guitar, vokal (1997–2003, 2003–2004, 2010, 2014–nu)
- Carl Barât – guitar, vokal (1997–2004, 2010, 2014–nu)
- John Hassall – bas (1999–2000, 2001–2004, 2010, 2014–nu)
- Gary Powell – trommer (2001–2004, 2010, 2014–nu)

Tidligere medlemmer
- Johnny Borrell – bass (1998–1999)
- Paul Dufour – trommer (2000); død 2022[1]

## Diskografi

### Studiealbum
- Up the Bracket (2002)
- The Libertines (2004)
- Anthems for Doomed Youth (2015)

### Opsamlingsalbum
- Legs 11
- Sailor Sessions (2003)
- Chicken Shack Sessions (2003)
- Baby Shambles Sessions
- The French Sessions
- Breck Road Lover
- You're My Waterloo
- Rough Enough Stuff[2]

### LP og CD
- Up The Bracket (2002)
- The Libertines (2004)
- Time for Heroes – The Best of The Libertines (2007)

### EP'er
- Time for Heroes (2003 Japan only)
- I Get Along (2003 US only)
- Don't Look Back into the Sun/Death on the Stairs (2003 Japan only)
- What Became of the Likely Lads (2005 US only)

### Singler og Promoer
- What A Waster/I Get Along (2002)
- Up The Bracket (2002)
- Time for Heroes (2003)
- Don't Look Back Into The Sun (2003)
- Can't Stand Me Now (2004)
- What Became of the Likely Lads (2004)